# Informer
Informer è un singolo del cantante canadese Snow, pubblicato il 20 agosto 1992 come primo estratto dal primo album in studio 12 Inches of Snow. 

## Descrizione
Il brano è stato scritto da Edmond Leary, Shawn Moltke e dallo stesso Snow e prodotto da MC Shan, e narrava di una falsa accusa di tentato omicidio nei confronti del cantante, risalente alla fine degli anni ottanta e poi smentita. La base della canzone deriva in gran parte da un campionamento modificato di un brano funk del 1974, The Assembly Line dei Commodores.

## Successo commerciale
La canzone ha avuto molto successo a livello mondiale; in particolare, ha raggiunto la prima posizione della classifica statunitense rimanendovi per sette settimane e la seconda in quella britannica. In Italia ha raggiunto la posizione numero 14 ed è risultato al 68º posto tra i singoli più venduti del 1993.
Il brano ha vinto il Juno Award come "miglior brano reggae".

## Tracce
CD-Single (EastWest 96072-2 / EAN 0075679607225)
1. Informer (Edit) – 4:00
2. Informer (Drum Mix Edit) – 4:07
3. Informer (Clark's Super Radio Mix) – 4:12

CD-Maxi (EastWest 7567-96072-2 (Warner)
1. Informer (Radio Mix) – 4:11
2. Informer (Album Mix) – 4:28
3. Informer (Drum Mix) – 4:12
4. Informer (Clark's Fat Bass Mix) – 4:39
5. Informer (Clark's Super Mix) – 4:51

## Certificazioni
| Paese       | Certificazione | Data           | Vendite certificate |
| ----------- | -------------- | -------------- | ------------------- |
| Austria     | Gold           | 16 luglio 1993 | 15,000              |
| Germania    | Platinum       | 1993           | 300,000             |
| Regno Unito | Silver         | 1º aprile 1993 | 200,000             |
| Stati Uniti | Platinum       | 16 marzo 1993  | 1,000,000           |

## Classifiche
| Classifica (1993) | Posizione raggiunta |
| ----------------- | ------------------- |
| Svizzera          | 1                   |
| Germania          | 1                   |
| Svezia            | 1                   |
| Norvegia          | 1                   |
| Australia         | 1                   |
| Nuova Zelanda     | 1                   |
| Stati Uniti       | 1                   |
| Irlanda           | 1                   |
| Regno Unito       | 2                   |
| Austria           | 2                   |
| Paesi Bassi       | 2                   |
| Francia           | 3                   |
| Italia            | 14                  |

| Classifica di fine anno (1993) | Posizione |
| ------------------------------ | --------- |
| Italia                         | 68        |

### Classifiche decennali
| Classifica (1990–1999) | Posizione |
| ---------------------- | --------- |
| Stati Uniti            | 28        |

## Altri utilizzi
Il singolo Con calma di Daddy Yankee del 2019, con il featuring dello stesso Snow, è una sorta di remake del brano, riproducendone fedelmente il ritornello a livello musicale.